# Prima spedizione ateniese in Sicilia
La prima spedizione ateniese in Sicilia, anche detta guerra di Leontini, si svolse dal 427 a.C. al 424 a.C., anno della pace di Gela, e vide contrapposte le città di Siracusa (alleata delle poleis di origine dorica, fuorché Camarina, e di Locri Epizefiri) contro Leontini, alleata delle poleis di origine calcidese, di Reggio e di Atene.
Dal 446 a.C., anno della guerra tra Agrigento e Siracusa, i Siracusani, usciti rafforzati dalla sconfitta degli Agrigentini, si proposero di espandere i propri domini in Sicilia con un intenso programma di conquiste. In questo clima di odii reciproci si determinarono le cause del contrasto tra Siracusa e Leontini e, più in particolare, tra le polis di origine dorica, che si schiereranno tendenzialmente a favore della Lega peloponnesiaca nella guerra del Peloponneso, e quelle di stirpe calcidese che si legheranno maggiormente alla polis di Atene e alle sue alleate.

## Guerra

### Avvenimenti del 427 a.C.
La lega di Leontini, che comprendeva tutti gli alleati alla polis, quando il conflitto fece sentire i suoi primi effetti, inviò un'ambasceria ad Atene col compito di convincere gli Ateniesi ad andare in soccorso della città attaccata da Siracusa, in ricordo della comune origine ionica.
Tucidide, concentrato nel racconto della Guerra del Peloponneso, dedica scarsa attenzione alla prima spedizione. Storici più sensibili al punto di vista siceliota, come Antioco e Filisto, attribuiscono all'evento maggiore importanza. Diodoro riporta invece che a capo dell'ambasceria era il retore Gorgia, il quale stupì l'esigente uditorio ateniese.
Lachete e Careade, strateghi ateniesi, furono incaricati di dirigere la spedizione con 20 triremi non tanto per assistere gli alleati, quanto per interrompere lo scambio di grano tra le polis della lega peloponnesiaca, dalla Sicilia al Peloponneso, preparando in questo modo l'ingerenza che sarà d'esempio alla spedizione del 415 a.C. Le navi di soccorso giunsero a Reggio alle porte dell'inverno del 427 a.C. Lachete e Careade si diressero, poco tempo dopo il loro arrivo, alle isole Eolie per cercare di assediare le popolazioni che qui abitavano, ma, non essendo abbastanza forti, dovettero rientrare a Reggio.

### Avvenimenti del 426 a.C.
L'anno successivo (426 a.C.) morì sul campo di battaglia Careade, che lasciò il posto di comando della spedizione a Lachete. Egli si impegnò con gli alleati in una spedizione contro la polis di Myles (Milazzo), territorio di influenza di Messana. Giunti alle porte della città, con un assalto gli attaccanti costrinsero alla resa i nemici che offrirono, per la loro incolumità, doni e ostaggi.
L'inverno seguente gli Ateniesi e gli alleati tentarono di sorprendere i Siracusani rintanati nella polis di Inessa, ma, non riuscendo a sfondare le difese si ritirarono. La fuga degli attaccanti fece uscire dalle postazioni i difensori che contrattaccarono seminando «morte e disordine». Lachete e i suoi uomini si rifugiarono nei dintorni della città nemica di Locri dove sconfissero un esercito di 300 uomini, corso a contrastarli. Quando gli alleati Siculi iniziarono ad allestire un esercito di terra per conquistare le polis avversarie via terra, gli Ateniesi optarono per un approccio marino contro le isole Eolie e un sostegno terrestre alla conquista di Imera. Tuttavia gli alleati, insoddisfatti del piccolo contingente inviato loro dagli Ateniesi, ne richiesero una di più vasta portata: così Atene allestì 40 navi. I Siracusani, però, avendo intercettato i messaggi tra Atene e le città alleate, cominciarono ad allestire una flotta di larghe dimensioni cercando, in tal modo, di contrastare gli aiuti provenienti dalla Grecia. Pitodoro, figlio di Isiloco, alleato degli Ateniesi, prelevando la loro flotta si diresse verso Locri cercando di conquistarla di nascosto ma fallì. Il 426 a.C. lasciò il posto al 425 a.C., proprio mentre l'Etna eruttò per la terza volta da quando i primi Greci colonizzarono la Sicilia.

### Avvenimenti del 425 a.C.

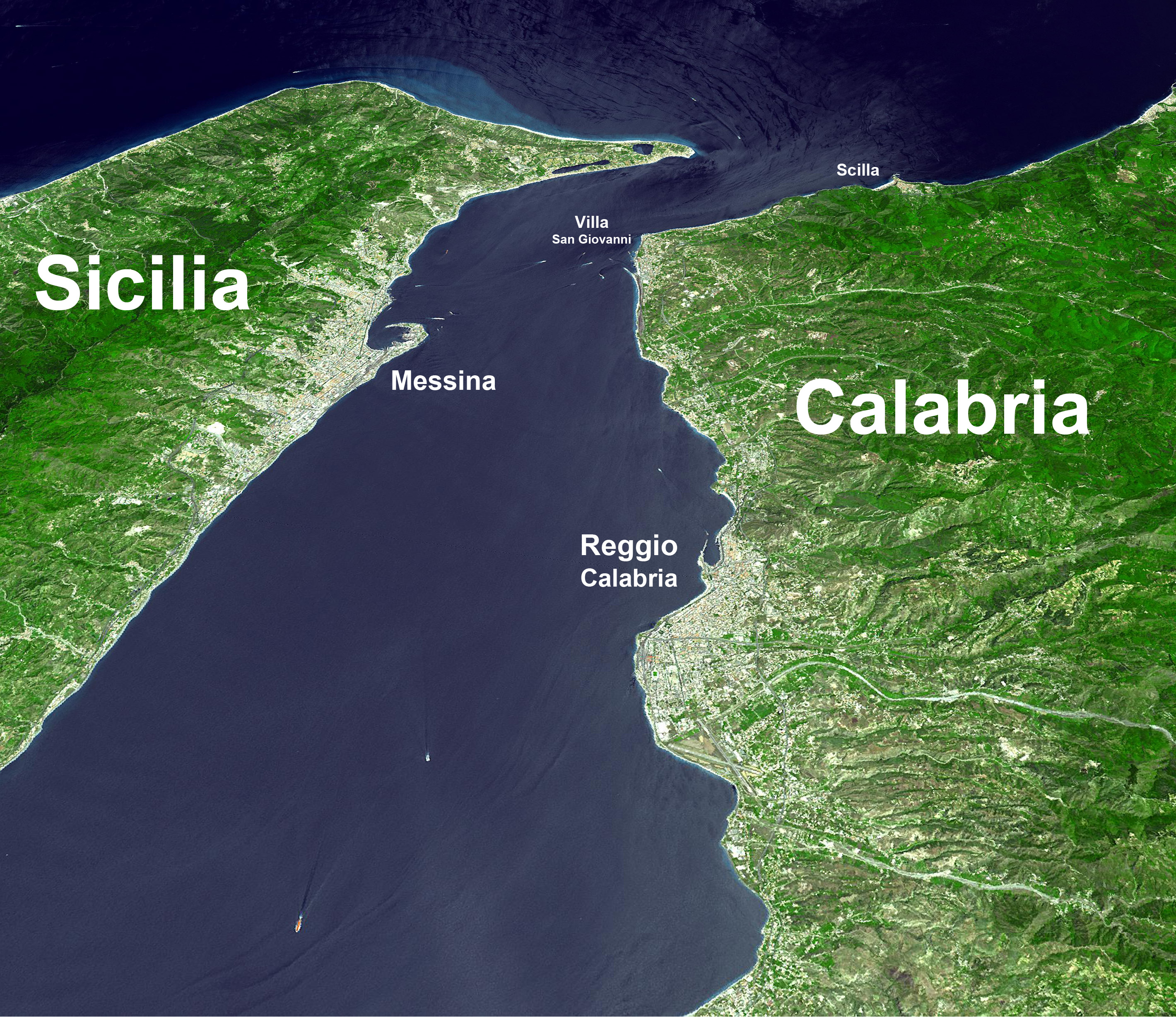
Stretto di Messina.

Nell'estate del 425 a.C. successero questi avvenimenti:
- Locri, da sempre animata da odii contro la polis di Reghion (Reggio Calabria), prese ad arruolare un esercito e ad allestire una flotta per assediarla via mare e via terra. Reggio, appena uscita da instabilità interne seguite da una costante decadenza, fu comunque in grado di opporsi abbastanza per resistere agli attacchi dei Locresi che avevano devastato i territori e le campagne circostanti. I Locresi, dalle conquiste presso i territori circostanti Reggio, potevano osservare le mosse dei Messanei che abitavano al di là dello stretto[10]. Ma, ben presto, furono costretti alla ritirata[11].
- 20 navi, di cui metà locresi e metà siracusane, si diressero a Messene dove furono accolte, e insieme ai Messanei cacciarono gli ateniesi. Messana dunque uscì dalla lega delio-attica[10]. Nella nuova conquista, i Siracusani installarono la base per le future operazioni di guerra; da questo punto, infatti, cominciarono a riunirsi le flotte degli alleati siracusani per prepararsi ad affrontare quella ateniese, che era ancora, relativamente alla loro, piccola e debole. Infatti:

(Tucidide, Storie IV, 24.)
- Presso lo stretto ci fu uno scontro tra 16 triremi attiche e 8 di Reggio. Siracusa, Messene e Locri riuscirono a sconfiggere gli Ateniesi e a ritirarsi in fretta. Sbarcarono presso la rocca Peloro, nei pressi di Messene, e, lasciando le ciurme sulle navi, si rivolsero a questa per conquistarla e costruirvi un presidio. Gli Ateniesi, scorgendo le navi ferme e vuote, si lanciarono loro addosso, ma i marinai e l'esercito, appena accorso, per la seconda volta fecero fuggire gli attaccanti[11].
- Camarina, prima schierata a favore di Leontini, dopo il tradimento da parte di Archia, passò dalla parte di Siracusa. Questa transfuga diede agli Ateniesi l'occasione per aggredire la città, ma senza nulla di fatto[11].
- I Messanei intrapresero una spedizione contro Nasso. In due giorni piombarono con l'esercito sotto le mura della città, arruolando, nel contempo, gli alleati Siculi che giungevano numerosi. Ma i Nassi, ripresi dallo sconforto iniziale, fecero una sortita contro i Messanei riuscendoa difendersi dagli assedianti che in più di mille perirono[11].
- Il contrattacco non si fece attendere, i Leontini e gli Ateniesi guidarono gli alleati contro Messana ritenendola «logorata dalla guerra» e, quindi, una facile preda. Tuttavia in soccorso ai Messanei giunsero i Locresi guidati da Demotele. I due eserciti sbaragliarono gli invasori Ateniesi che a mala pena respinse i nemici entro la città di Messene per riuscire a scappare e non essere inseguiti. Da quel momento gli ateniesi non si avventurarono più nella conquista di Messene e nel controllo dello Stretto di Messina[11].

Gli Ateniesi, dopo l'ultima pesante battaglia dove persero molti soldati, non riuscirono a rinforzare il loro esercito malmesso perché vivamente impegnati nell'assedio di Pilo (425 a.C.).

## Pace di Gela (424 a.C.)
Nel 424 a.C. Camarina e Gela stilarono la prima pace per porre fine alla guerra. Tutte le altre poleis seguirono l'esempio, e si riunirono nella città di Gela per trattare le condizioni di pace.
Il congresso sancì la cessazione delle ostilità e la pace perpetua in Sicilia:
- Ai Camarinesi sarebbe restata Morgantina dietro indennità ai Siracusani[12].

## Conseguenze
Gli Ateniesi, rimpatriati con l'esercito, esiliarono gli strateghi Pitodoro, Sofocle e multarono Eurimedonte. Tutti sarebbero stati corrotti dall'oro dei nemici. Essi accondiscesero alle condizioni della pace, promettendo di rispettarle.
Questa sconfitta fu la prima tra gli innumerevoli successi che avevano coronato, in particolare, l'Atene di Pericle che ad ogni sua impresa sembrava essere sempre assistita dalla fortuna. Questa loro eccessiva sicurezza si fece ripercuotere anche nella spedizione di Nicia e Lamaco del 415 a.C., che fu, allo stesso modo di questa, una tragica sconfitta.